# Группа «Вавельберг»

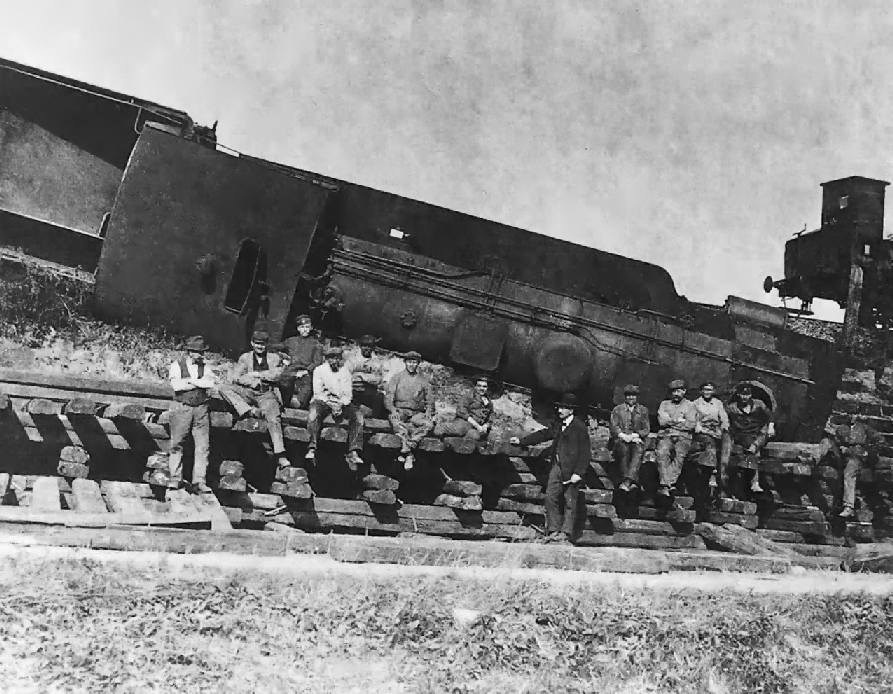
Немецкий поезд, пущенный под откос в районе Кандрцина в результате операции.

Группа «Вавельберг» (пол. Grupa Wawelberg) — польское подразделение сил специального назначения, созданное 2-м (разведывательным и контрразведывательным) отделом Генерального штаба Войска Польского. Результатом деятельности диверсионной группы стал подрыв семи мостов, соединявших Верхнюю Силезию с остальной Германией, что предопределило успешное развитие Третьего силезского восстания.

## Исторический фон

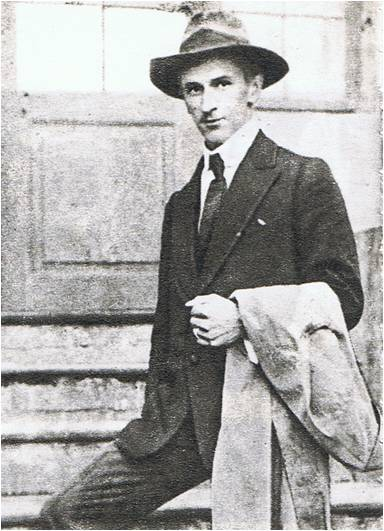
Тадеуш Пущинський в образе Конрада Вавельберга в 1921 году

В конце 1920 года Верхнюю Силезию наводнили слухи о том, что на приближающемся референдуме о территориальной принадлежности региона Межсоюзническая комиссия по управлению и проведению плебисцита в Верхней Силезии планировала занять про-германскую позицию. Эти известия подтолкнули Польскую военную организацию в Верхней Силезии к созданию в тесном сотрудничестве с польской армией небольшой узкопрофильной диверсионной группы — диверсионного бюро руководства защиты плебисцита (пол. Referat Destrukcji Dowództwa Obrony Plebiscytu).
Первым командиром группы стал Станислав Бачинский, но уже в январе 1921 года во главе формирования закрепился капитан Тадеуш Пущинський, ветеран Польских легионов Первой мировой войны и член Польской военной организации. Кроме того, он принимал деятельное участие в предшествующих силезских восстаниях. Своё название диверсионная группа получила по псевдониму Пущиньского — Конрад Вавельберг — которым он пользовался в тот период времени. Непосредственной задачей Пущинського был поиск и вербовка людей способных к диверсионным действиям в глубоком тылу. Все люди группы «Вавельберг» должны были быть знатоками сапёрного дела и обладать обширными знаниями в области взрывчатых веществ.

## Формирование группы
Одним из заместителей командира группы стал лейтенант Эдмунд Харашкевич. Сама группа по инициативе Пущинського была разделена на четыре команды, каждой из которых было присвоено кодовое имя из букв — «A», «G», «U» и «N». Предложенные варианты взяты из начальных букв слов польской фразы «Akcja Główna Unieruchomienia Niemców», означавшей — «Главная операция по обездвижению немцев». Все агенты были вооружены, носили гражданскую одежду и были обеспечены деньгами.
Личный состав группы чётко понимал, чтобы преодолеть германское превосходство в регионе, нужно перерезать железнодорожное сообщение, телефонную и телеграфную связь между Верхней Силезией и Германией. Поэтому сфера деятельности подгрупп сконцентрировалась в западной части Верхней Силезии. Так команда «G» в составе 13 человек под руководством Влодзимежа Домбровского была развёрнута в районе Гоголина, с задачей наблюдать за железной дорогой между Краппицем и Нойштадтом. Команда «U» из десяти человек под командованием Эдмунда Харашкевича была рассредоточена южнее, на границе современных Глубчицкого и Прудницкого повятов, и держала в поле зрения железнодорожные линии Оберглогау—Дойч-Рассельвиц—Нойштадт и Леобшюц—Рассельвиц. Группы «A» и «N» действовали на севере рассматриваемого сектора. Тадеуш Пущинський возглавил маленькую группу включавшую бывшего сапёра германской имперской армии Виктора Вехачека, а также шахтёра и взрывотехника Германа Южица. Их целью стал ключевой 200-метровый железнодорожный мост через Одер в районе деревни Щепановиц, около пяти километров к западу от Опельна.

## Операция «Мосты»
Польский план по разрушению немецких коммуникаций был воплощён в реальность посредством операции «Мосты» (пол. Akcja «Mosty»), проведённой в ночь со 2 на 3 мая 1921 года, непосредственно перед началом Третьего силезского восстания. Всего в операции было задействовано 64 человека. Хотя и с определёнными трудностями, но всем группам удалось справится с поставленными задачами. Так, например, при минировании моста в Щепановице в последний момент выяснилось, что огнепроводного шнура хватит на подрыв только одного из двух запланированных устоев. После оперативной переработки системы мин один из пролётов моста был уничтожен взрывом. Группе Януша Мейсснера предстояло подорвать эстакаду проходившую над железнодорожной линией Нейссе—Кандрцин в районе деревни Дойч-Рассельвиц. Обладая небольшим запасом взрывчатки (в распоряжении группы было всего 4 килограмма экразита, для сравнения группа Юзефа Сиберы использовала 100 кг мелинита, а у Тадеуша Пущинського было 320 кг мелинита), под дождём люди Мейсснера смогли заминировать рельсы в условленном месте. Взрыв произошёл в момент, когда там проходил товарный поезд. Последовавшее крушение парализовало движение на этом участке. Также повсеместно перерезались телефонные и телеграфные провода. Общим итогом операции стал подрыв семи мостов, двух железных дорог, под откос было пущено два товарных поезда:

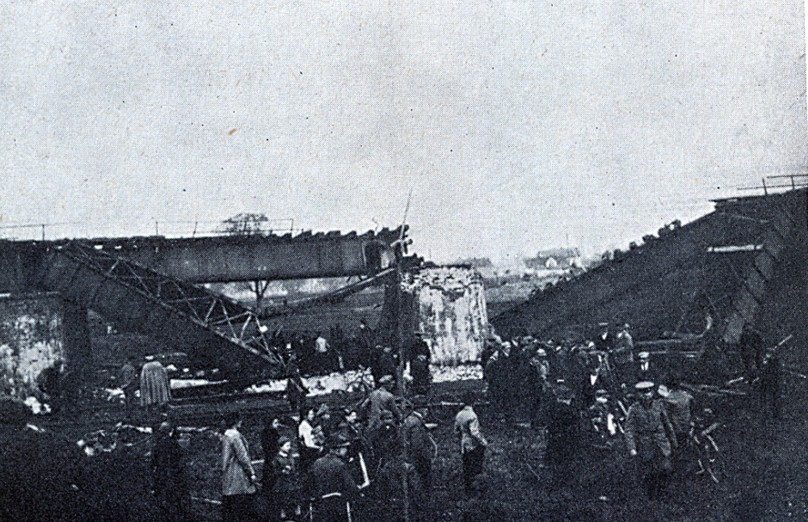
Взорванный мост в Щепановице

- железнодорожный мост через Одер в районе Щепановиц — (командир спецгруппы Тадеуш Пущинський)
- железнодорожный мост в районе Альт-Поппелау — (командир спецгруппы Станислав Пельц)
- железнодорожный мост на перегоне Конштадт—Кройцбург — (командир спецгруппы Станислав Чапский)
- железнодорожный мост через реку Хотценплоц в районе Оберглогау — (командир спецгруппы Станислав Глинский)
- железнодорожный мост через реку Хотценплоц в районе Дойч-Рассельвиц — (командир спецгруппы Юзеф Сибера)
- железнодорожный мост через реку Цюльцер-Вассер[6] в районе деревни Добра — (командир спецгруппы Влодзимеж Домбровский)
- автодорожный мост в Дойч-Рассельвиц над железной дорогой — (командир спецгруппы Януш Мейсснер)
- железнодорожное полотно на перегоне Опельн—Бреслау — (командир спецгруппы Конрад Стшельчик-Лукасинский)

Таким образом было полностью блокировано железнодорожное движение от Нейссе к Кандрцину, Гоголину и Ратибору, а также в направлении от Опельна до Кандрцина. Немцы, хотя и догадывались о возможных диверсиях, не ожидали их столь массового характера и были застигнуты врасплох. Оперативная переброска вооружённых сил стала невозможна, восстание быстро распространилось по Верхней Силезии и вскоре почти всё территория в востоку от Одера была в руках восставших.
По окончании операции большинству польских агентов удалось скрыться и благополучно добраться до точки концентрации повстанческих сил. Группа Домбровского возвращаясь с задания была окружена немецкой полицией в деревне Гроновице, после чего отправлена в тюрьму Опельна, где и пробыла до конца восстания. Два человека из группы Сиберы (включая самого командира группы) были арестованы при попытке пересечения чехословацкой границы у города Леобшютц. Спустя две недели за недостатком доказательств они были отпущены на свободу. 18 июня 1921 года, в Опельне, в местной газете «Amts-Blatt der Königlichen Regierung zu Oppeln» было опубликовано объявление немецких властей о вознаграждении в 10 000 марок за информацию о диверсантах.
В 1922 году, после обретения независимости, многие участники спецоперации были награждены орденами «Virtuti Militari», высшей воинской наградой польского государства.